# 性別不合
性別不合（せいべつふごう）もしくは性別違和（せいべついわ）は、「出生時に割り当てられた性別とは一致しない性の自己意識を持ち、自らの身体的な性的特徴に持続的な違和感を覚える状態」をいう医学的な診断名および状態像。アメリカ精神医学会のDSM-5では「性別違和（Gender Dysphoria）」、WHOのICD-11では「性別不合（Gender Incongruence）」と呼称される。以前は性同一性障害や性転換症とも呼ばれて、精神疾患として扱われた。
なお、性的特徴の変異に関わる性分化疾患、同性愛など性的指向は、それぞれ性同一性とは別個の概念であり、性別不合とは別のものである。また異性装も別の概念である。

## 概念
人は、意識するしないにかかわらず「自身がどのような人間か、社会の中でどのように振るまう存在かという自己の認識（自己同一性、アイデンティティー）」をもって生きており、そのうち特に「自身がどの性別に属するかという感覚、どのような男性や女性、或いは性別的ありかたを持っているかについての自己の認識」を性同一性という。
性同一性は、医学界におけるGender Identity (gender [性] - identity [同一性]) への伝統的な訳語であり、「男性または女性としての自己の統一性、一貫性、持続性」「自身がどの性別に属するかという感覚、男性または女性であることの自己の認識」という意味をもつ。その他の訳語として「性の自己意識」「性の自己認知」「自己の性意識」「性自認」、カタカナ表記として「ジェンダー・アイデンティティ」があり、いずれもほぼ同義である。
人々のうち大多数の者の実感される性同一性は、身体の性的特徴に基づいて出生時に割り当てられた性別と一致する（出生時に男性に割り当てられた人は「Assigned male at birth」の頭文字をとって「AMAB」、出生時に女性に割り当てられた人は「Assigned female at birth」の頭文字をとって「AFAB」と呼ぶ）。性別不合はこれらが不一致となる。この「同一性」とは、「心の性と身体の性が同一」という一致不一致の意味ではなく、アイデンティティー（同一性）、「環境の変化や時間の経過の中でも一貫して連続性を保ち続けている」という意味においての「同一性」である。性別不合は、性同一性そのものに異常や障害があるわけではなく、また性同一性が“無い”わけでもない。性別不合を抱える者も、そうでない大多数の者も、一様に人はそれぞれに性同一性を持っており、いずれも概して正常である。大多数の者（シスジェンダー）は性同一性と身体の性的特徴に基づいて出生時に割り当てられた性別が一致し、生来からそれを疑うことなく意識しないほどに至極当然であるため、自身の性同一性を客観的に実感したり認識したりすることが難しい。
性同一性は、性的指向（恋愛の対象とする性別）とは切り離すことのできる概念であり、性同一性がどちらの性別であるかに関して、性的指向はその基軸にはならない。性的指向は相手がいることで成り立つが、性同一性はあくまで自分一人の問題、自己の感覚や認識である。人は物心ついた頃から、おおむね幼年期や児童期頃には（身体的性別とは別に）自己としての性を認識するが、その多くは他者に恋愛感情を持つことで初めて認識するわけではない。性同一性は、単なる（社会的・文化的な）「男らしさ、女らしさ」とも別である。たとえば女性的な男性がすなわち性同一性が女性というものではない。「自分は男らしくない男性」と自覚していても、自己としての性の意識が男性であれば、性同一性は男性である。
実感される性別が身体の性的特徴に基づいて出生時に割り当てられた性別と不一致となる人々の状態は、従来は医学的に精神疾患として扱われ、昔は性同一性障害（GID）と呼んできた歴史がある。その後、医学的知見の更新を繰り返し、診断名が性別不合（GI）もしくは性別違和へと変わっていった。
性別不合の当事者は、出生時に割り当てられた性別と性同一性の齟齬に違和感をもったり嫌悪感を覚えながら、生活上のあらゆる状況において身体上の性別に基づいて生活し、また周囲から扱われることを強いられるため、精神的に著しい苦痛を受けることも少なくない。そうした著しい苦痛に対しては、精神医学的な立場からの治療・援助が必要になる場合もあるほか、自身の性同一性に沿った性別での生活や、身体への移行することがある。この性別の移行は容易なものではなく、性別の社会的扱いで混乱に巻き込まれることも多く、法的・公的な扱いとの齟齬もあって、社会生活で不本意な扱いを強いられることもある。
日本では、こうした性別不合の人々への治療の効果を高め、社会生活上のさまざまな問題を解消するために、2003年7月16日に性同一性障害者の性別の取扱いの特例に関する法律を公布、翌年の2004年7月16日に施行した。この法律により、定められた要件を全て満たせば、戸籍上の性別を変更できるようになった。日本国外では、多くのヨーロッパ諸国、アメリカやカナダのほとんどの州で、1970年代から1980年代から立法や判例によって性別不合の法的な性別の訂正を認めている。日本を含めこれらの国の法律は、性別適合手術を受けていることを要件の一つにしているが、新たに21世紀になってから立法したイギリスとスペインでは、性別適合手術を受けていることを要件とせずに法的な性別の訂正を認める法律を定めた。反対にハンガリーでは2020年に性別変更自体を不可とした。

## 定義
性別不合もしくは性別違和は、医学的な診断名である。国際的な診断基準として、世界保健機関が定めた国際疾患分類「ICD-11」、米国精神医学会が定めた診断基準「DSM-5」があり、医師の診察においてこのいずれかの診断基準を満たすとき、性別不合もしくは性別違和と診断する。
「ICD-11」では「体験されたジェンダーと指定された性との間の顕著な不一致」と説明している。「性の健康に関連する状態群」に分類し、精神疾患としては扱っていない（「ICD-10」では「精神および行動の障害」に分類されていた）。
日本の「性同一性障害者の性別の取扱いの特例に関する法律」では、同法における「性同一性障害者」の定義を、
としている。

## 名称の変遷

### 性転換症
世界保健機関（WHO）の『疾病及び関連保健問題の国際統計分類』（ICD）において、以前の「ICD-10」では「性転換症（Transsexualism）」【F64.0】が用いられていたが、2019年の「ICD-11」からは「性転換症」という言葉を使わずに「性別不合（Gender Incongruence）」という言葉を用い、これを「青年期または成人期の性別不合」【HA60】と「小児期の性別不合」【HA61】の2つに区分している。
この「ICD-11」の「青年期または成人期の性別不合」【HA60】と「小児期の性別不合」【HA61】の2つは、アメリカ精神医学会の『精神障害の診断と統計マニュアル』（DSM）、とくに2013年の「DSM-5」における「青年および成人の性別違和」【302.85】と「子どもの性別違和」【302.6】に相当する。

### 性別違和症候群
「性別違和症候群」は、元来、性転換症よりも、広範な概念を持つ。1980年のDSM第3版で「性同一性障害（Gender identity disorder）」が診断名として採択された。
- 日本での初出は 小此木啓吾、及川卓 著『性別同一性障害』、中山書店〈現代精神医学体系(8)〉、1981年、NCID BB1078796X。

2013年のDSM-5（第5版）では再び「性別違和」（同じ gender dysphoria だが症候群がない）の診断名となった。
性別違和の用語は、ハリーベンジャミン国際性別違和協会が、2006年に世界トランスジェンダー健康専門協会(英: World Professional Association for Transgender Health)と改称されるまで性同一性障害と同意の内容を示すのもとしてアメリカ精神医学会を中心に使用されてきた。
なお「gender dysphoria」の中の「dysphoria」は違和感を意味し、ギリシャ語の「δυσφορια」に由来する（悪や苦痛を意味するδυσと、耐えることを意味するφοροςとの合成語で「不快」の意味）。現在も性別適合手術を受けていなくても当事者の法的性別変更を許可した英国のジェンダー承認法において当事者に言及する際用いられているほか、オランダなどで米国の精神医学の紹介に関して性同一性障害の別称としてこの「性別違和症候群」という表現が用いられている。

## 診断
国際的な診断基準として、世界保健機関が定めた国際疾患分類「ICD-11」、米国精神医学会が定めた診断基準「DSM-5」がある。また、診断と治療のガイドラインとして、国際的な組織である世界トランスジェンダー・ヘルス専門家協会（WPATH）」による『Standards of Care for the Health of Transgender and Gender Diverse People（SOC）』がある。日本では、日本精神神経学会による『性別不合に関する診断と治療のガイドライン』（以前の名称は『性同一性障害に関する診断と治療のガイドライン』）があり、2002年に第2版、2006年に第3版、2012年の第4版、2024年に第5版が発表されている。
「ICD-11」では、「青年期または成人期の性別不合」と「小児期の性別不合」に分けられる。いずれも、反対の性への移行願望ではなく「体験されたジェンダーと指定された性との間の顕著な不一致」を重視する概念として位置づけられている。
「青年期または成人期の性別不合」は、体験されたジェンダーと指定された性との間の顕著な不一致として、以下の2つ以上があてはまると診断される。この不一致は少なくとも数ヵ月間持続していなければならない。
- 一次および/または二次性徴（思春期では予期される二次性徴）に対する強い嫌悪または不快感
- 一次および/または二次性徴（思春期では予期される二次性徴）の一部または全部をなくしたいという強い欲求
- 体験されたジェンダーの一次および/または二次性徴に対する強い欲求
- 体験されたジェンダーの人として扱われたいという強い欲求

「小児期の性別不合」は、思春期前の小児における体験されたジェンダーと指定された性との間の顕著な不一致として、以下の全てがあてはまると診断される。不一致の体験が約2年間持続していることが診断には必要となる。
- 自分の性器が指定された性とは異なったものでありたいという強い欲求、または自分の性別が指定された性とは違うという強い主張
- 自分の性器に対する強い嫌悪感、または予期された二次性徴に対する強い嫌悪感、および/または自分が体験するジェンダーに一致した一次および/または予期される二次性徴に対する強い欲求

実際に性別不合の者は、幼児期や児童期の頃からすでに何らかの性別の違和感を覚えることが多い。
「青年期または成人期の性別不合」と「小児期の性別不合」いずれも性別異型的な行動や嗜好のみでは診断できず、臨床的な有意な苦痛や社会的な機能障害はどちらも診断に必須ではない。
2024年8月に日本GI（性別不合）学会と日本精神神経学会の性別不合に関する委員会の合同で『性別不合に関する診断と治療のガイドライン』の第5版が作成された。
それによれば、日本における診断では精神科医が行うものとし、その精神科医は日本精神神経学会が主催するワークショップおよび日本 GI（性別不合）学会が開催するエキスパート研修会を受講していることが望ましいとしている。
日本の診断でも「ICD-11」に基づいて行われる。診断ではまず「実感する性別」と「割り当てられた性」との間の不一致の確認を行う。幼少期から現在に至る詳細な生活歴と現在の生活状況、希望する生き方に関する情報を詳細に聴取し、日常生活や社会的役割、服装などにおいて表出されているとは限らず、当事者の内的体験を含めて「実感する性別」を判断する。この「実感する性別」は性別二元論にあてはまらない性別（ノンバイナリー）もあり得る。また、性の不一致による苦痛や社会的・職業的な機能障害は診断に必須ではない。
加えて性の不一致の感覚が、統合失調症などの精神疾患の症状によるものでないことを確認する。ただし、それら精神疾患が存在したとしても、性の不一致の感覚がもっぱらその症状によるものでない限り、性別不合の診断は可能である。
身体的性（性的特徴）については、染色体検査、ホルモン検査、内性器ならびに外性器の診察、その他担当する医師が必要と認める検査を行う。性分化の多様性（性染色体異常などいわゆる性分化疾患・インターセックス）も確認するが、そうであっても性別不合の診断を妨げるものではない。

### 他の概念との別
「トランスジェンダー」
出生時点の身体の観察の結果によって医師により割り当てられた性別が、自身の性同一性（ジェンダー・アイデンティティ）と異なる人々を総称してトランスジェンダーと呼ぶ。トランスジェンダーの人々の中には医療的なケア（ジェンダー・アファーミング・ケア）を受けるために性別不合の診断をもらう人々もいるが、性別不合と診断されなければトランスジェンダーではないということにはならない。一部の人々は、性別違和の経験や性別適合手術を受けることがトランスジェンダーであるための条件であると考えており、この考え方はトランスメディカリズムと呼ばれている。このトランスメディカリズムはジェンダー本質主義と医療化に基づいた発想とみなされており、障害の医学モデルに関連する誤った定義だと批判する団体もいる。
「トランスセクシュアル（トランスセクシャル）」
トランスセクシュアルは古い用語になりつつあり、身体的な性別移行（ジェンダー・トランジション）をする人のことを指していた。性別適合手術を受ける場合もある。ただし、この定義は厳密ではなく、トランスセクシュアルという言葉は必ずしも身体的変化を指すものではないという考えもある。トランスセクシュアルは精神疾患と結び付けられてきた過去もあり、この医学界でよく用いられたトランスセクシュアルという言葉を不快に感じる当事者もいるので、性別移行の有無に限らずあえて使わない人もいる。そのため、診断をもらってもトランスセクシュアルのラベルを用いるかどうかは個人で異なる。なお、「transsexual（トランスセクシュアル）」と「transsexualism（トランスセクシュアリズム）」の2つの用語は意味が異なり、「transsexualism」（日本語では「性転換症」）は完全に医学的な用語である。
「同性愛」（ゲイ、レズビアン）
しばしば同性愛と混同されることがあるが、これらは概念が異なり、両者には根本的な相違がある。同性愛は「恋愛の対象がどちらの性別であるか」の性的指向に関する概念であり、性別不合は性同一性に関する概念である。同性愛は、男性が“男性として”男性を愛する、または女性が“女性として”女性を愛するものであり、自身の性別に違和感を持っているわけではなく、反対の性になりたいわけでもない。
「異性装」（男装、女装）
性別不合の当事者は、大多数の人々と同じく、あくまで性の自己意識に基づく服装をしているのみであり、男装や女装などの異性装とは異なる。人が異性の装いをする理由はさまざまにあると見られるが、服装の好みによるもの、性的嗜好によるもの、サブカルチャーにおける服飾などであり、いずれも性の自己意識に基づく装いが由来ではない。性別不合の当事者は、他者から「男装」「女装」との誤解や呼称をされることを嫌悪する場合がある。性別不合は、大多数の人々と同じくあくまで性の自己意識に基づいた服装をしているものであり、性的快感を求めるための手段や性的欲望を満たす目的として異性装を行うなどの性嗜好ではない。
「ニューハーフ」
ニューハーフ（和製英語：new-half）とは、出生時に割り当てられた性別が男性であり、女装して女性のような振る舞いをする人を指し、主に商業の世界で用いられる日本独自の言葉である。診断名である性別不合と全く同義ではない。
「おかま」
「おかま」とは「肛門」の別名で、転じて男性同性愛者を指すものとなった俗語であるが、現在では差別用語とされる。
性別不合の当事者の一部には、上記の概念のうち主として「同性愛」あるいは「ニューハーフ」と重なることはあるが、これらはその個人としてのありかたの一つであり、多くの当事者は上記の全ての概念と重ならない。

## 原因
性同一性がどのように決定されるかについて単一の説明はできない。遺伝的影響や出生前ホルモンレベルなどの生物学的要因、思春期や成人期以降の経験など、各種の要因が複合的に寄与していると科学的に考えられている。
「身体的性別とは一致しない性別への脳の性分化」で原因を説明する意見もある。人の胎児における体の性分化（男性化・女性化）の機序は極めて複雑であり、数多くの段階をたどる。その過程は、一つでもうまく働かないと異常を起こし得る至妙な均衡のうえに成り立っており、多くの胎児では正常に性分化し発達する一方、性分化疾患におけるさまざまな事例など、人の体の性は必ずしも想定される状態に性分化、発達するとは限らない。胎児期の性分化では、性腺や内性器、外性器などの性別が決定された後、脳の中枢神経系にも同様に性分化を起こし、脳の構造的な性差が生じる。この脳の性差が生ずる際、通常は脳も身体的性別と一致するが、何らかによって身体的性別とは一致しない脳を部分的に持つことにより、性別不合を発現したものと考えられる。男女の脳の差が明らかになるにつれ、この生物学的な要因を根拠づけるいくつかの報告がある。ヒトの脳のうち、男女の差が認められる細胞群はいくつか存在し、そのうちの分界条床核と間質核の第1核とが、人の性同一性（性の自己意識・自己認知）に関連しているとみられる示唆がある。分界条床核と間質核の第1核は、女性のものより男性のものが有意に大きいが、生物学的男性の性別不合当事者 (MtF) における分界条床核や間質核の第1核の大きさを調査した結果、女性のものと一致していた。
性に関わりの深い分界条床核 (BNST) は、男性のものは女性よりも1.4倍ほど有意に大きい。特に分界条床核の神経細胞のうち、ソマトスタチン陽性神経細胞の数が男性のものは女性より多い。脳の研究をおこなっているオランダの学者スワーブ Dick F. Swaab らによる調査 では、性別不合の当事者 (MtF) 6名の脳を死後に解剖した結果、分界条床核の大きさは、男性のものより有意に小さく、女性のものとほぼ同じであった。分界条床核（人間の性に深い関わりがあるとされる神経細胞群で、男性のものは女性よりも有意に大きい）の体積を測定したある調査 では、男性、女性、男性同性愛者、性別不合 (MtF) のそれぞれ複数名が被験者となったが、当事者 (MtF) は女性とほぼ等しく、男性同性愛者は男性とほぼ同じ傾向を示した（性的指向と分界条床核の大きさとの関連は見られなかった）。ソマトスタチン陽性神経細胞の数も明らかに少ない。この6名の当事者は、性別適合手術（精巣摘出）を受けており、エストロゲンを投与していたが、分界条床核の大きさは成人における性ホルモンの影響を受けない。前立腺がんの治療のためにエストロゲンの投与を受けた男性における分界条床核の大きさの減少はみられず、また副腎皮質腫瘍によるアンドロゲン産生や閉経後のためにエストロゲンが低下している女性において、分界条床核の大きさに平均値との差は認められない。当事者における分界条床核の大きさは成人後の性ホルモンが原因ではないことがわかる（当事者 (MtF) 6名の性的指向は、うち3名が女性、2名が男性、1名が両方に対して。また、この調査において男性同性愛者の分界条床核の大きさは男性異性愛者と等しく、有意な差はみられなかった。性的指向との関連はみられず、性同一性との関連の示唆がある）。
前視床下部の間質核 (INAH) は4つの亜核からなる。間質核の第1核の大きさには男女の差があり、女性と比べて男性のほうが約3.5倍大きい。オランダの学者スワーブ Dick F. Swaab らによると、性別不合 (MtF) 5名の脳を調べた結果、間質核の第1核の大きさは5例すべてにおいて女性とほぼ同じであった（男性異性愛者と男性同性愛者との有意な差はみられなかった）。
性別不合の研究をしているスウェーデンの学者ランデン Mikael Landén による遺伝子に関する研究結果 があり、性別不合の当事者 (MtF) の遺伝子に特徴が示唆されている。性ホルモンに関わるアロマテーゼ遺伝子、アンドロゲン受容体遺伝子、エストロゲン遺伝子の繰り返し塩基配列の長さを調べた結果、当事者 (MtF) においてはこれが長い傾向を示した。これは、男性ホルモンの働きが弱い傾向であることを示している。

## 治療
性同一性に関する心理的苦痛を感じている当事者のために、ジェンダー・アファーミング・ケア（トランスジェンダー・ヘルスケア）が提供される。具体的にはホルモン補充療法や性別適合手術などの医学的処置も含む。こうして人が自分の身体や生活スタイルを自分の性同一性に近いものへと変えていくプロセスを性別移行と呼ぶ。
この医学的ケアについては世界トランスジェンダー・ヘルス専門家協会（WPATH）が基準となる専門的ガイダンスをまとめている。日本では、日本精神神経学会と日本GI学会による『性別不合に関する診断と治療のガイドライン』があり、日本において治療に際しては、それについて理解と関心があり、十分な知識と経験をもった医師を中心としたメンバーで構成されたチームが執り行う。
ジェンダー・アファーミング・ケアの有効性は専門家によって証明されている。例えば、ホルモン療法によるメンタルヘルスの改善が報告されている。
治療は、精神的ケアと身体的治療（二次性徴抑制療法を含むホルモン療法、乳房切除術、性別適合手術）で構成される。治療は画一的にこれらの治療の全てを受けなければならないというものではなく、治療による身体的変化や副作用などの説明も受けたうえで、当事者が自己決定する。
性別違和を表明した患者に対し、精神分析のプロセスで異性として生きていこうとする患者の願望が失望したという報告はある。
なお、「実感する性別」を「割り当てられた性」のほうに一致させるという治療は、経験的、現実的、倫理的な理由によりおこなわれない。

### 身体的治療
身体的治療にはホルモン療法や性別適合手術が行われる。必要に応じて、美容整形、医療脱毛 、声帯手術、喉頭隆起切除術、豊胸術 、乳房切除が処置される。

#### ホルモン療法
当事者の身体的性別とは反対の性ホルモンを投与することで、身体的特徴を本来の性（性の自己意識）に近づける治療。ジェンダー・アイデンティティに一致する性別での社会生活を容易にするとともに、身体の性の不一致による苦悩を軽減する効果が認められている。
トランス女性においては、ホルモン療法の期間と心理的適応の良好さに相関が見られている。
性ホルモンの投与によって、身体的変化のほか、副作用をともない、また身体的変化には不可逆的な変化も起こり得る。ホルモン療法の開始にあたっては、性別不合の診断の確定のうえ、性ホルモンの効果や限界、副作用を充分に理解していることや、新たな生活へ必要充分な検討ができていること、身体の診察や検査、15歳以上(未成年者は親権者の同意が必要)であることなどのいくつかの条件がある。
トランス男性に対してはアンドロゲン製剤を、トランス女性に対してはエストロゲン製剤などを用いる。
投与形態は注射剤、経口剤、添付薬があるが、日本においては注射剤が一般的に使われる。添付薬に次いで注射剤が副作用が少ないが、長期にわたる注射のために、注射部位（多くは三角筋あるいは大臀筋）の筋肉の萎縮を引き起こすことがある。
AFABの人へのアンドロゲン製剤、およびAMABへのエストロゲン製剤の投与をおこなった場合、次のような変化が起こり得る。なかには不可逆的な変化もあり得る。（※ 特に、AMABにおける精巣萎縮と造精機能喪失。AFABにおける声帯の変化）
| 生物学的女性（AFAB）へのアンドロゲン製剤 | 生物学的男性（AMAB）へのエストロゲン製剤 |
| --- | --- |
| 作用 - 月経の停止。 - 陰核の肥大。 - 乳輪の色素変化 - 声帯の変化（声が低くなる）。 - 皮膚の乾燥、色素沈着。 - 筋肉量の増加。 - 髭や体毛の増加、毛の質が硬くなる。 - 爪、髪、体毛が硬くなる。 - 性欲の昂進。 - 男性形への体脂肪分布の変化。 - 貧血の改善。 副作用 - 痤瘡（にきび）の増加。 - 頭髪の減少、はげの進行。 - 体重の増加（血清コレステロール値の上昇）。 - 睡眠時無呼吸 - 血栓症、高血圧 | 作用 - 乳房の発達、乳腺組織の増大、乳輪の色素変化。 - 精巣の萎縮と造精機能喪失、これによる勃起不全。 - 皮脂の分泌量が低下し、皮膚がきめ細やかになる。 - 筋肉量の減少。 - 髭や体毛の減少。 - 頭髪の増加、はげの改善。 - 爪、髪、体毛が柔らかくなる。 - 性欲の減退。 - 女性形への体脂肪分布の変化（骨盤周囲への体脂肪の増大）。 - 前立腺肥大症の場合には症状が改善。 副作用 - 血栓症の危険が増大。 - 心不全、心筋梗塞、脳梗塞の危険が増大。 - 高プロラクチン血症の発現の可能性。 - 肝機能障害の発現の可能性。 - 乳汁の分泌、下垂体腺腫の可能性。 - 血色素の減少（貧血気味になる場合がある。 - 抑うつ的な気分や情緒不安定になる頻度が高くなるという報告があり、有意な差は認められなかったとの報告もある - 体重の増加 |

##### 二次性徴抑制剤
性別の不一致に苦しむ思春期の子どもに第二次性徴抑制薬（ホルモン・ブロッカー）が提供される場合もある。思春期前の子どもには、ホルモン療法は提供されない。
日本では二次性徴抑制療法や18歳未満の当事者にホルモン療法を開始した場合、または二次性徴抑制療法の中止時ないしホルモン療法移行時中止した場合、日本精神神経学会の性別不合に関する委員会への報告が必要である。

#### 性別適合手術
外科的手法によって性同一性に合わせて形態を変更する手術療法のうち、顔面女性化手術（FFS）や喉頭隆起切除術や乳房切除術などがあるが主に内性器と外性器に関する手術を「性別適合手術」(sex reassignment surgery、SRS) という。
トランス女性に対しては、精巣摘出術、陰嚢皮膚切除術、陰茎切除術、女性外陰部形成術、造膣術（希望者のみ）などがある。トランス男性に対しては、子宮卵巣摘出術、膣粘膜切除・膣閉鎖術、尿道延長術、陰茎形成術がある。
トランス女性では精巣摘出および男性外性器切除術、トランス男性では子宮卵巣摘出によって、生殖能力（子供をつくる能力）は永久的に失われる。これは不可逆で、もとに戻すことはできない。併せて、男性または女性としての新たな生殖能力も得られない。副作用としては、骨粗鬆症などの可能性から、ホルモン療法は生涯にわたって継続すべきものとなる。
手術療法は、過去には「性転換手術」とも呼ばれてきたが、現在では「性別適合手術」が正式な名称として用いられている。原語は、英語の sex reassignment surgery であるが、“reassignment” は「再び割り当てる」という意味で、日本語訳として「性別再割り当て手術」「性別再判定手術」「性別再指定手術」がある。日本のGID学会、日本精神神経学会は「性別適合手術」を用いている。change（転換）を用いた「sex change surgery」という英語は用語として存在しない。生物学においての「性転換」という用語は、雌雄いずれかに決定していた動植物の個体が生態として反対の性の機能を得ることに用いられる。また、当事者の性の同一性は生来から一貫しており、当事者は性別を「転換、チェンジ (change)」するものではないとして「性転換」という言葉を嫌うことがある。
1961年 - 1991年に渡る国際追跡調査では、術後後悔しているのは全体の2%以下であり、特にトランス男性のほうが予後がいい。
「受けた手術に満足している」、「社会生活において問題ない、機能している」と言う意味での予後の良さについてであり、外科的治療を受けたことで後悔しているものはほとんどいない

。

## 統計
日本精神神経学会・性同一性障害に関する委員会の調査速報値（2007年度末までの全国統計）
全国の主要専門医療機関受診者総数7177名（FtM：4146名、MtF：3031名）。調査対象は、岡山大や埼玉医大、大阪医大、関西医大など全国9つのジェンダークリニック。一人の患者が複数の機関で受診しているケースも含まれている。
2008年度GID学会での報告
- 岡山大学病院 FtM：572人 MtF：345名（1998-2008.2 総受診者のうち、GIDが疑われた総数）
- 札幌医科大学附属病院 FtM：197名 MtF：83名（GID外来開設-2007.12、総受診者数）
- 大分大学医学部附属病院 FtM：27名 MtF：7名（2003-2008.2 総受診者のうち、GID診断総数）
- 長崎大学病院 FtM：64% MtF：36%（2004-2007.12における初診症例数の構成比）
- あべメンタルクリニック FtM：1013名 MtF：993名（1996.3-2008.2。相談件数）
- 川崎メンタルクリニック FtM：401名 MtF：292名（2000-2007 総受診者のうち、GID診断総数）

Harry Benjamin International Gender Dysphoria Association『Standards of Care for Gender Identity Disorders, sixth version』（2001年）の統計
- アメリカでは、FtM は107,000人に1人、MtF は37,000人に1人
- オランダでは、FtM は30,400人に1人、MtF は11,900人に1人

## 法律
当事者の出生時に登録された公的書類上の性別を書き換えられるようにする法律は「性別承認法」と呼ばれ、医療診断と不妊化を求めるものもあれば、医療診断だけのもの、医師による診断も不妊化も求めないもの（ジェンダー・セルフID）などがある。

### 日本
日本における性別承認法としては『性同一性障害者の性別の取扱いの特例に関する法律』がある。その第2条において、「性同一性障害者」が同法第3条第1項各号に該当する場合、請求による家庭裁判所の性別の取扱いの変更の審判によって、民法をはじめとする各法令手続き上の性別が変更されたものとみなされる。一般的には、戸籍法における「男女の別」の変更を示している。
第三条の定める要件は以下のとおり。ただし、第4号の要件については2023年10月25日に最高裁判所大法廷が憲法13条（個人の尊厳・幸福追求権）に違反し無効であると判断している。 併せて、主に陰茎切除術などのMtFに必須であった「変更先の性別の性器に類似した外観を持つようにするための手術を必要とする要件」（本法3条1項第5号）については高裁にて検討されていないとしてここでは判断はせずに審理を高裁に差し戻した。
日本においては、法律に定められた要件を満たせば戸籍の性別変更が可能だが、そのために必要なホルモン療法や性別適合手術には健康保険の適用がなされていない。ただし、ホルモン療法については戸籍変更後であればホルモン補充療法という形で健康保険の適用を受けることができる場合がある（現在、戸籍変更後のホルモン補充療法への健康保険の適用をめぐって裁判になっており、被告国は健康保険の適用にならない旨を主張している）。また、性別適合手術においては経済的な負担を理由に健康保険の適用を求める当事者がいる一方、すでにある程度の当事者が自己負担で手術を受けて終えていることも性同一性障害特例法による性別の取扱いの変更数（2014年末現在までに総数5166名） などから確認できる。
このほか「障害者基本法」や「障害を理由とする差別の解消の推進に関する法律（略称は障害者差別解消法）」でも性同一性障害は広く同法の対象となっており、企業などで雇用されている当事者が保護される法律となっている。
障害者基本法第4条2項にて「社会的障壁の除去は、それを必要としている障害者が現に存し、かつ、その実施に伴う負担が過重でないときは、それを怠ることによつて前項の規定に違反することとならないよう、その実施について必要かつ合理的な配慮がされなければならない。」とした。
これを受け、障害者差別解消法の中でも、この「合理的配慮」の実施が、日本国政府や地方公共団体や独立行政法人や特殊法人については義務（強制）として、また一般事業者については努力義務として位置づけられている。

### 日本国外
先進国の多くでは、法律によって性同一性障害者の法的な性別の訂正または変更を認めている。
ヨーロッパ
イギリスでは2004年に法律 “Gender Recognition Act 2004” を制定、スペインでは2007年に法律 “Ley de identidad de género” を制定、ドイツでは1980年に法律 “Gesetz über die Änderung der Vornamen und die Feststellung der Geschlechtszugehörigkeit in besonderen Fällen” (Transsexuellengesetz - TSG) を制定、イタリアでは1982年に法律を制定、スウェーデンでは1972年に法律を制定、オランダでは1985年に民法典に規定、トルコでは1988年に民法典に規定。
北米
アメリカでは多くの州で、カナダではほとんどの州で、州法によって法的性別の訂正を認めている。
オセアニア
南オーストラリア州では1988年に法律を制定、ニュージーランドでは1995年に登録法を改正。

## 歴史
- 日本

- - 1969年 - ブルーボーイ事件。十分な診断をせずに安易に性別再判定手術を行なった医師が優生保護法違反により逮捕された[100]。
  - 1997年5月28日 - 日本精神神経学会が「性同一性障害に関する答申と提言」を答申。
  - 1998年10月 - 埼玉医科大学が FtM の患者に対して、日本国内初の公式な性別再判定手術をおこなった。
  - 2001年10月11日−2002年3月28日 - ドラマ『3年B組金八先生』第6シリーズにおいて、主人公の一人に性同一性障害を抱える者として描かれた。当時この番組で初めて性同一性障害を知ったという人も多く[101]、一般に広く知られるきっかけとなった。
  - 2003年4月 - 東京都世田谷区議会議員選挙において、性同一性障害の当事者がそのことを明かしたうえで立候補を表明し当選した。立候補の際、世田谷区選挙管理委員会に対して戸籍上の記載とは異なる性別での届け出をし受理された。当選後の特別区議会議長会が発行する議員名簿にも申し出どおりの性別で掲載された。
  - 2003年7月10日 - 「性同一性障害者の性別の取扱いの特例に関する法律」（性同一性障害特例法）が成立[102]。
  - 2004年7月16日 - 「性同一性障害者の性別の取扱いの特例に関する法律」が施行[89]。
  - 2006年5月 - 兵庫県の小学校低学年の生徒が戸籍上の性別と異なり、女児として学校生活を送っている例が紹介された。
  - 2007年12月31日 - 第58回NHK紅白歌合戦において、性同一性障害を抱える歌手が、戸籍上の性別の記載は男性であったが、女性陣の紅組として出場した。
  - 2014年3月31日 - 中古車販売会社に勤務していた女性 (戸籍における記載) が自殺したのは、性同一性障害を理由に退職強要されたことが原因であるとして、遺族が岩国労働基準監督署を相手取り、労働災害であることを認定した上で遺族補償年金が受けられるよう求め、広島地方裁判所に訴訟を起こした[103]。
  - 2018年 - お茶の水大学が戸籍上男性であっても性的違和のある生徒は女性として受け入れることを表明。また、日本女子大学などの私立女子大学も同様のことを検討中と報道された[104]。
  - 2020年3月13日、大阪市のタクシー会社・淀川交通に勤務する運転手が、性同一性障害を理由に乗務を禁じられたり、上司らから「気持ち悪い」などの暴言を吐かれるなどしたとして、大阪地方裁判所に慰謝料と未払い賃金の支払いを求め提訴した[105]。
- 日本国外
  - 2004年 - イギリスにおいて、性別適合手術を受けなくとも当事者の法的性別の変更を認める「Gender Recognition Act 2004」（性別承認法）が成立した。
  - 2006年 - スペインにおいて、性別適合手術を受けなくとも当事者の法的性別の変更を認める「Ley de identidad de género」が成立した。
  - 2009年2月27日 - オーストリアの行政高等裁判所において、仕事と家庭の事情で性別適合手術を受けられない当事者の法的な性別変更が承認された。

【法律】性同一性障害者の性別の取扱いの特例に関する法律
名古屋高裁決昭和54・11・8及び東京高裁決平成12・2・9における戸籍訂正に関する抗告事件などを背景に、2000年9月から自由民主党において南野知惠子が中心となって性同一性障害に関する勉強会を開始。途中中断するも2003年から活動を再開し、本法案を含む性同一性障害の法律的扱いについて検討が進められた。公明党でも浜四津敏子らが検討を進めており、2003年5月には自由民主党、公明党、保守新党の与党によるプロジェクトチームが発足する。
2003年6月には与党で法案がまとまり、同年7月1日の参議院法務委員会で同委員会提出の法案となることが決定。同年7月2日の参議院本会議及び7月10日の衆議院本会議において「性同一性障害者の性別の取扱いの特例に関する法律」が成立した。2003年7月16日公布で、翌年の2004年7月16日に施行した。これにより、同法の定める要件を満たすとき、家庭裁判所の審判により、性同一性障害者の戸籍上の性別の変更ができるようになった。
2008年6月10日、改正案が衆参両院本会議で全会一致で可決、成立し、一部の要件が緩和された。
2023年10月25日、最高裁判所大法廷が、性別変更には生殖能力を永久的に失うことを要件とする本法第3条第1項第4号は、憲法13条（個人の尊厳・幸福追求権）に違反し無効であると判断した（詳細は後述）。
【判例】性同一性障害者解雇事件
性同一性障害に伴うトラブルなどを理由にして行われた懲戒解雇が解雇権の濫用にあたるとされた裁判例がある。それが2002年の性同一性障害者解雇無効事件（懲戒処分禁止等仮処分申立事件、東京地方裁判所平成14年（ヨ）第21038号、東京地裁平成14年6月20日決定 労働判例830号13頁掲載）である。この事件は、男性として雇用された被用者（原告）が女性装での就労を禁止する服務命令に違反したことを理由の一つ（ほかにも4つの理由が挙げられている）として懲戒解雇されたことに対し、従業員としての地位保全および賃金・賞与の仮払請求の仮処分を申し立てたものである。東京地裁は、性同一性障害である被用者が女性の服装・化粧をすることや女性として扱って欲しいなどの申し出をすることは理由があることだとした。そして、使用者側（被告）は被用者（原告）からのこうした申し出を受けた後も善後策を講じなかったことや、女性の格好をしていては就労に著しい支障を来すということの証明がないことを指摘して懲戒解雇を権利の濫用であるとして無効とし、賃金の支払いを命じた。
【判例】性別変更要件（生殖能力喪失）違憲決定
2023年10月25日に最高裁判所大法廷において、性同一性障害との診断を受けた生物学的男性の性別変更の申立てに対する決定（性別の取扱いの変更申立て却下審判に対する抗告棄却決定に対する特別抗告事件、最高裁判所令和2年（ク）第993号、最高裁判所大法廷令和5年10月25日決定）があり、同法廷は、性別変更には生殖能力を永久的に失うことを要件とする本法第3条第1項第4号は、同規定の立法目的である、性同一性障害者である男性の妊娠といった現行法令が想定していない事態を防ぐということについて、「生殖腺除去手術を受けずに性別変更審判を受けた者が子をもうけることにより親子関係等に関わる問題が生ずることは、極めてまれなこと」であり、また、「法律上の親子関係の成否や戸籍への記載方法等の問題 は、法令の解釈、立法措置等により解決を図ることが可能なもの」と判断し、加えて、性同一性障害者に対する生殖腺の摘出の治療は必ずしも行われなくなっており、「医学的にみて合理的関連性を欠く制約」であると判断し、そのため同規定は「必要かつ合理的なものということはできない」として憲法13条（個人の尊厳・幸福追求権）に違反し無効であると、15人の裁判官全員一致の意見で判断した。
なお、本件事件の申立人の（生物学的）男性は、同法第3条第1項第5号に規定する「その身体について他の性別に係る身体の性器に係る部分に近似する外観を備えている」という要件についても憲法違反であることを予備的に主張しているが、最高裁判所はこの規定について審理を尽くさせるために、原審である広島高等裁判所に審理を差し戻した。これについて、「第5号に定める要件も憲法違反であり、申立人の請求を認容して性別変更の決定をするべきである」とする3人の裁判官（三浦守、草野耕一、宇賀克也）の反対意見が付されている。